# U-37 (1938)
U-37 – niemiecki okręt podwodny (U-Boot) z okresu II wojny światowej, pierwsza jednostka typu IX A.

## Historia
Zamówienie na budowę pierwszego okrętu podwodnego typu IX A zostało złożone w stoczni AG Weser w Bremie 29 lipca 1936. Stępkę pod budowę U-37 położono 15 marca 1937. Wodowanie nastąpiło 14 maja 1938, wejście do służby 4 sierpnia 1938. 
Okręt zasłynął tym, że podczas 11 patroli bojowych zatopił 53 statki o łącznej pojemności 202 528 BRT, dwa okręty (slup HMS „Penzance” oraz – pomyłkowo – okręt podwodny „Sfax” należący do marynarki Francji Vichy) oraz uszkodził jeden statek (9494 BRT). Był to drugi wynik okrętu podwodnego Kriegsmarine po U-48.
W maju 1941 przeniesiony do 26. (później 22. i 4.) flotylli szkolnej. Zatopiony przez własną załogę 8 maja 1945 (operacja „Regenbogen”).  